# Vindula satellitica
Vindula satellitica är en fjärilsart som beskrevs av Hans Fruhstorfer 1899. Vindula satellitica ingår i släktet Vindula och familjen praktfjärilar. Inga underarter finns listade i Catalogue of Life.